# ديفيد جولبيليل
ديفيد جولبيليل (بالإنجليزية: David Gulpilil)‏ (و. 1953  م) هو راقص، وكاتب سيناريو، وممثل أفلام أسترالي.

## جوائز
حصل على جوائز منها:
- ميدالية الذكرى المئوية (1 يناير 2001)[5]
- معين للحصول على نيشان أستراليا (8 يونيو 1987).[6]

## وصلات خارجية
- ديفيد جولبيليل على موقع IMDb (الإنجليزية)
- ديفيد جولبيليل على موقع روتن توميتوز (الإنجليزية)
- ديفيد جولبيليل على موقع قاعدة بيانات الأفلام العربية
- ديفيد جولبيليل على موقع ألو سيني (الفرنسية)
- ديفيد جولبيليل على موقع ميوزك برينز (الإنجليزية)
- ديفيد جولبيليل على موقع تيرنر كلاسيك موفيز (الإنجليزية)
- ديفيد جولبيليل على موقع أول موفي (الإنجليزية)
- ديفيد جولبيليل على موقع قاعدة بيانات الأفلام السويدية (السويدية)
- ديفيد جولبيليل على موقع ديسكوغز (الإنجليزية)
- ديفيد جولبيليل على موقع قاعدة بيانات الفيلم (الإنجليزية)